# Faktografia
Faktografia – inaczej zbiór faktów lub działania polegające na gromadzeniu, selekcjonowaniu oraz ocenie stanu zachowanych zapisów wykorzystywanych do tworzenia wizerunku przeszłości. 
Faktografia jest jedną z nauk pomocniczych historii, często poddaną krytyce związanej z subiektywizmem jej oceny – o ile fakty zgromadzone są w pełni prawdziwe, to sposób ich wykorzystania może być różny. Jednym ze znanych historyków poddanych właśnie takiej krytyce był Arnold Joseph Toynbee, któremu zarzucano manipulacje historią poprzez posługiwanie się mitami i przenośniami na równi z faktografią, a także za przypisywanie religii zbyt dużej roli w rozwoju cywilizacyjnym.
Z faktografią ludzkość ma do czynienia od zarania dziejów, szczególnym okresem nasilenia się jej w ostatnich stuleciach był czas II wojny światowej.
Za rodzaj faktografii mogą zostać uznane np. albumy rodzinne, rzadziej pamiętniki.